# Bundestagswahlkreis Trier
Der Bundestagswahlkreis Trier (Wahlkreis 202; bis zur Bundestagswahl 2021 Wahlkreis 203) ist seit 1949 ein Wahlkreis in Rheinland-Pfalz. Er umfasst die kreisfreie Stadt Trier und den  Landkreis Trier-Saarburg.

## Wahlkreisgeschichte
| Wahl      | Wahlkreisname | Gebiet                                           |
| --------- | ------------- | ------------------------------------------------ |
| 1949      | 7 Trier       | Stadt Trier, Landkreis Trier, Landkreis Saarburg |
| 1953–1969 | 154 Trier     | Stadt Trier, Landkreis Trier, Landkreis Saarburg |
| 1972–1976 | 154 Trier     | Stadt Trier, Landkreis Trier-Saarburg            |
| 1980–1998 | 152 Trier     | Stadt Trier, Landkreis Trier-Saarburg            |
| 2002      | 206 Trier     | Stadt Trier, Landkreis Trier-Saarburg            |
| 2005      | 205 Trier     | Stadt Trier, Landkreis Trier-Saarburg            |
| 2009–2013 | 204 Trier     | Stadt Trier, Landkreis Trier-Saarburg            |
| 2017–2021 | 203 Trier     | Stadt Trier, Landkreis Trier-Saarburg            |
| 2025–     | 202 Trier     | Stadt Trier, Landkreis Trier-Saarburg            |

## Wahlkreisabgeordnete
| Wahl | Abgeordneter                           | Abgeordneter                           | Partei                                 | Stimmen in %                           |
| ---- | -------------------------------------- | -------------------------------------- | -------------------------------------- | -------------------------------------- |
| 1949 |                                        | Heinrich Kemper                        | CDU                                    |                                        |
| 1953 |                                        | Heinrich Kemper                        | CDU                                    |                                        |
| 1957 |                                        | Alois Zimmer                           | CDU                                    |                                        |
| 1961 |                                        | Alois Zimmer                           | CDU                                    |                                        |
| 1965 |                                        | Heinrich Holkenbrink                   | CDU                                    |                                        |
| 1969 |                                        | Carl-Ludwig Wagner                     | CDU                                    |                                        |
| 1972 |                                        | Carl-Ludwig Wagner                     | CDU                                    |                                        |
| 1976 |                                        | Günther Schartz                        | CDU                                    |                                        |
| 1980 |                                        | Günther Schartz                        | CDU                                    |                                        |
| 1983 |                                        | Günther Schartz                        | CDU                                    |                                        |
| 1987 |                                        | Günther Schartz                        | CDU                                    |                                        |
| 1990 |                                        | Günther Schartz                        | CDU                                    |                                        |
| 1994 |                                        | Franz Peter Basten                     | CDU                                    |                                        |
| 1998 |                                        | Karl Diller                            | SPD                                    |                                        |
| 2002 |                                        | Karl Diller                            | SPD                                    |                                        |
| 2005 |                                        | Bernhard Kaster                        | CDU                                    |                                        |
| 2009 | 45,7                                   | Bernhard Kaster                        | CDU                                    |                                        |
| 2013 | 48,8                                   | Bernhard Kaster                        | CDU                                    |                                        |
| 2017 |                                        | Andreas Steier                         | CDU                                    | 37,9                                   |
| 2021 |                                        | Verena Hubertz                         | SPD                                    | 33,0                                   |
| 2025 | kein – ungenügende Zweitstimmendeckung | kein – ungenügende Zweitstimmendeckung | kein – ungenügende Zweitstimmendeckung | kein – ungenügende Zweitstimmendeckung |

## Wahlergebnisse

### Bundestagswahl 2025
| Kandidaten                                                                      | Kandidaten          | Parteien/Listen     | Erststimmen | Erststimmen | Zweitstimmen | Zweitstimmen |
| Kandidaten                                                                      | Kandidaten          | Parteien/Listen     | Stimmen     | %           | Stimmen      | %            |
| ------------------------------------------------------------------------------- | ------------------- | ------------------- | ----------- | ----------- | ------------ | ------------ |
|                                                                                 | Verena Hubertz      | SPD                 | 47.052      | 30,3        | 31.155       | 20,0         |
|                                                                                 | Dominik Sienkiewicz | CDU                 | 47.841      | 30,8        | 47.886       | 30,7         |
|                                                                                 | Corinna Rüffer      | GRÜNE               | 12.834      | 8,3         | 19.025       | 12,2         |
|                                                                                 | Gerd Benzmüller     | FDP                 | 6.151       | 4,0         | 7.266        | 4,7          |
|                                                                                 | Marcel Philipps     | AfD                 | 22.101      | 14,2        | 24.103       | 15,5         |
|                                                                                 | Niels Becker        | FREIE WÄHLER        | 4.127       | 2,7         | 3.192        | 2,0          |
|                                                                                 | Lin Lindner         | Die Linke           | 7.774       | 5,0         | 11.944       | 7,7          |
|                                                                                 | –                   | Tierschutzpartei    | –           | –           | 1.717        | 1,1          |
|                                                                                 | –                   | Die PARTEI          | –           | –           | 819          | 0,5          |
|                                                                                 | Loreen Reemen       | Volt                | 1.559       | 1,0         | 1.430        | 0,9          |
|                                                                                 | Matthias Reimann    | ÖDP                 | 619         | 0,4         | 312          | 0,2          |
|                                                                                 | –                   | MLPD                | –           | –           | 37           | 0,0          |
|                                                                                 | –                   | Bündnis Deutschland | –           | –           | 199          | 0,1          |
|                                                                                 | Leo Miguez          | BSW                 | 5.358       | 3,4         | 6.842        | 4,4          |
| Gesamt                                                                          | Gesamt              | Gesamt              | 155.416     | 100         | 155.927      | 100          |
|                                                                                 |                     |                     |             |             |              |              |
| Ungültige Stimmen                                                               | Ungültige Stimmen   | Ungültige Stimmen   | 1.442       | 0,9         | 931          | 0,6          |
| Wähler                                                                          | Wähler              | Wähler              | 156.858     | 83,6        | 156.858      | 83,6         |
| Wahlberechtigte                                                                 | Wahlberechtigte     | Wahlberechtigte     | 187.536     |             | 187.536      |              |
|                                                                                 |                     |                     |             |             |              |              |
| Anmerkung: kein Kandidat hat ein Direktmandat bekommen (siehe Wahlrechtsreform) |                     |                     |             |             |              |              |
|                                                                                 |                     |                     |             |             |              |              |
| Quellen: Die Bundeswahlleiterin, Kandidaten – Stimmen                           |                     |                     |             |             |              |              |

### Bundestagswahl 2021
Die Bundestagswahl 2021 fand am Sonntag, dem 26. September 2021, statt.
| Direktkandidat                       | Partei                              | Erststimmen in % | Zweitstimmen in % |
| ------------------------------------ | ----------------------------------- | ---------------- | ----------------- |
| Andreas Steier                       | CDU                                 | 27,7             | 23,7              |
| Verena Hubertz                       | SPD                                 | 33,0             | 30,3              |
| Otto Freiherr Hiller von Gaertringen | AfD                                 | 5,7              | 6,2               |
| Benjamin Palfner                     | FDP                                 | 7,0              | 11,1              |
| Corinna Rüffer                       | GRÜNE                               | 13,0             | 15,6              |
| Katrin Werner                        | DIE LINKE                           | 3,5              | 3,9               |
| Sascha Kohlmann                      | FREIE WÄHLER                        | 5,2              | 3,7               |
| Michael Zeeb                         | Die PARTEI                          | 1,5              | 1,0               |
| –                                    | PIRATEN                             | –                | 0,4               |
| Paul Lippl                           | ÖDP                                 | 0,5              | 0,3               |
| –                                    | NPD                                 | –                | 0,1               |
| –                                    | V-Partei³                           | –                | 0,1               |
| –                                    | MLPD                                | –                | 0,0               |
| Filiz Plenter                        | dieBasis                            | 1,2              | 1,1               |
| –                                    | DiB                                 | –                | 0,1               |
| –                                    | LKR                                 | –                | 0,0               |
| –                                    | Die Humanisten                      | –                | 0,1               |
| –                                    | Tierschutzpartei                    | –                | 1,4               |
| –                                    | Team Todenhöfer                     | –                | 0,2               |
| Bettina Wolff                        | Volt                                | 0,7              | 0,6               |
| Simon Becker                         | DKP                                 | 0,2              | –                 |
| Anna Bartholomé                      | Internationalistisches Bündnis (IB) | 0,0              | –                 |
| Ingrid Moritz                        | parteilose Einzelbewerberin         | 0,6              | –                 |
| Jens Ahnemüller                      | UNABHÄNGIGE                         | 0,4              | –                 |

Hinweis: In RLP keine Landeslisten der DKP und des IB.

### Bundestagswahl 2017
Die Bundestagswahl 2017 fand am Sonntag, dem 24. September 2017 statt. Es traten 14 Parteien in Rheinland-Pfalz landesweit gegeneinander an.
| Direktkandidat      | Partei                | Erststimmen in % | Zweitstimmen in % |
| ------------------- | --------------------- | ---------------- | ----------------- |
| Andreas Steier      | CDU                   | 37,9             | 37,3              |
| Katarina Barley     | SPD                   | 33,7             | 24,7              |
| Corinna Rüffer      | Bündnis 90/Die Grünen | 6,5              | 9,0               |
| Adrian Assenmacher  | FDP                   | 5,3              | 9,2               |
| Katrin Werner       | Die Linke             | 6,6              | 8,6               |
| Erwin Ludwig        | AfD                   | 7,0              | 8,0               |
| –                   | Piratenpartei         | –                | 0,4               |
| Stephan Wefelscheid | Freie Wähler          | 1,1              | 0,9               |
| Safet Babic         | NPD                   | 0,1              | 0,2               |
| –                   | ÖDP                   | –                | 0,2               |
| –                   | MLPD                  | –                | 0,0               |
| –                   | BGE                   | –                | 0,2               |
| Andrej Soffel       | Die PARTEI            | 1,3              | 1,1               |
| –                   | V-Partei³             | –                | 0,2               |
| Albert Niesen       | –                     | 0,6              | –                 |

### Bundestagswahl 2013
Die Bundestagswahl 2013 fand am Sonntag, dem 22. September 2013, statt.
Es traten 14 Parteien in Rheinland-Pfalz landesweit gegeneinander an. Dies entschied der Landeswahlausschuss in einer öffentlichen Sitzung am 26. Juli 2013 in Mainz. Damit erhielten alle Parteien eine Zulassung, die fristgerecht bis zum 15. Juli ihre Landeslisten und weitere Unterlagen eingereicht hatten.
Die Reihenfolge der zugelassenen Landeslisten auf dem Stimmzettel richtet sich zunächst nach der Zahl der Zweitstimmen, die die jeweilige Partei bei der letzten Bundestagswahl im Land erreicht hat (Listenplätze 1 – 10):
CDU, SPD, FDP, GRÜNE, Die Linke, PIRATEN, NPD, REP, ÖDP und MLPD. Neu kandidierende Listen schließen sich in alphabetischer Reihenfolge ihres Namens an (Listenplätze 11 – 14): Alternative für Deutschland (AfD), Bürgerbewegung pro Deutschland (pro Deutschland), Freie Wähler und die Partei der Vernunft.
| Direktkandidat    | Partei                         | Erststimmen in % | Zweitstimmen in % |
| ----------------- | ------------------------------ | ---------------- | ----------------- |
| Bernhard Kaster   | CDU                            | 48,8             | 44,0              |
| Katarina Barley   | SPD                            | 31,1             | 26,3              |
| Henrick Meine     | FDP                            | 1,9              | 4,9               |
| Corinna Rüffer    | Bündnis 90/Die Grünen          | 6,9              | 9,5               |
| Katrin Werner     | Die Linke                      | 5,5              | 6,3               |
| Andreas Brühl     | Piratenpartei                  | 2,8              | 2,5               |
| Safet Babic       | NPD                            | 0,9              | 0,8               |
| –                 | Die Republikaner               | –                | 0,1               |
| –                 | ÖDP                            | –                | 0,2               |
| –                 | MLPD                           | –                | 0,1               |
| –                 | AfD                            | –                | 4,1               |
| –                 | Bürgerbewegung pro Deutschland | –                | 0,1               |
| Luda Adéle Liebe  | Freie Wähler                   | 1,2              | 0,9               |
| –                 | Partei der Vernunft            | –                | 0,2               |
| Christian Nicolay | Die PARTEI (Einzelkandidat)    | 0,7              | –                 |

Katarina Barley, Corinna Rüffer und Katrin Werner zogen über die Landesliste ihrer Parteien in den Bundestag ein.

### Bundestagswahl 2009
Bei der Bundestagswahl 2009 waren 191.691 Einwohner wahlberechtigt, die Wahlbeteiligung lag bei 72,2 Prozent.
| Direktkandidat    | Partei                | Erststimmen in % | Zweitstimmen in % | Bundestagswahl 2005 Zweitstimmen in % |
| ----------------- | --------------------- | ---------------- | ----------------- | ------------------------------------- |
| Bernhard Kaster   | CDU                   | 45,7             | 36,9              | 38,6                                  |
| Manfred Nink      | SPD                   | 25,9             | 22,3              | 36,2                                  |
| Per Knöß          | FDP                   | 8,3              | 15,0              | 10,5                                  |
| Sascha Gottschalk | Bündnis 90/Die Grünen | 10,5             | 12,1              | 8,9                                   |
| Katrin Werner     | Die Linke.            | 8,6              | 9,6               | 5,8                                   |
| -                 | REP                   | -                | 0,3               | 0,4                                   |
| Safet Babic       | NPD                   | 1,0              | 0,8               | 1,1                                   |
| -                 | PBC                   | -                | 0,1               | 0,2                                   |
| -                 | FAMILIE               | -                | 0,8               | 0,9                                   |
| -                 | MLPD                  | -                | 0,0               | 0,1                                   |
| -                 | PIRATEN               | -                | 1,8               | -                                     |
| -                 | ödp                   | -                | 0,2               | -                                     |

Manfred Nink ist über die Landesliste der SPD in den Bundestag eingezogen.

### Bundestagswahl 2005
Im März 2006 wurden in Trier 1147 nicht ausgezählte Briefwahl-Stimmzettel des Bundestagswahlkreises Trier (damals Nr. 205) entdeckt. Diese sind auf Anweisung des Landeswahlleiters nicht mehr ausgezählt worden und somit nicht Teil des amtlichen Endergebnisses.